# Ellie Goulding
Elena Jane "Ellie" Goulding (sinh ngày 30 tháng 12 năm 1986) là một ca sĩ, nhạc sĩ kiêm nhạc công và diễn viên người Anh. Sau khi ký hợp đồng với Polydor Records vào tháng 7 năm 2009, Goulding phát hành EP đầu tay, An Introduction to Ellie Goulding, một năm sau đó.
Năm 2010, cô trở thành ca sĩ thứ hai đứng đầu cuộc bình chọn hàng năm Sound of... của BBC và Critics' Choice Awards của Brit Awards trong cùng một năm, với album đầu tay Lights quán quân Albums Chart và bán được hơn 850,000 bản tại Anh. Bản hát lại "Your Song" của Elton John đạt vị trí thứ 2 tại Anh và vào ngày 29 tháng 4 năm 2011, cô đã trình diễn bài hát này tại lễ cưới của Hoàng tử William và Catherine Middleton tại Cung điện Buckingham. Bài hát chủ đề của album, "Lights", phát hành tại Mỹ vào tháng 3 năm 2011, đạt vị trí thứ 2 trên bảng xếp hạng Billboard Hot 100.
Album phòng thu thứ hai, Halcyon, được phát hành vào tháng 10 năm 2012. Nó ra mắt ở vị trí thứ 2 trên UK Albums Chart và đạt hạng nhất sau 65 tuần. Halcyon Days, album tái bản của Halcyon, được phát hành vào ngày 23 tháng 8 năm 2013. Nó bao gồm đĩa đơn quán quân đầu tiên của cô tại Anh, "Burn". Tại Brit Awards năm 2014, Goulding giành giải thưởng Nữ nghệ sĩ solo của Anh quốc. Goulding phát hành album thứ ba của mình, Delirium, vào ngày 6 tháng 11 năm 2015, với đĩa đơn mở đường "On My Mind". Tháng 12 năm 2015, cô ấy nhận được đề cử Grammy đầu tiên cho Trình diễn Giọng pop Nữ Xuất sắc nhất cho đĩa đơn "Love Me like You Do".

## Tiểu sử
Ellie Goulding sinh ra và lớn lên ở một thị trấn nhỏ gần Hereford, Herefordshire, cô là con thứ hai của gia đình có bốn đứa con. Mẹ cô, Tracey, thường hay làm việc cho một siêu thị, và cha cô, Arthur Goulding, xuất thân từ một gia đình lo việc đưa đám ma. Cha mẹ Goulding ly thân khi cô mới 5 tuổi, sau đó cô có một người cha ghẻ làm nghề chạy xe vận tải. Cô bắt đầu chơi clarinet khi 9 tuổi và ở tuổi 14 đã bắt đầu học đàn guitar. Cô đã tham dự trường Lady Hawkins Kington và bắt đầu sáng tác âm nhạc ở tuổi 15. Sau khi tốt nhiệp, Ellie Goulding theo học tại đại học Kent về ngành kịch nghệ, chính trị và Anh ngữ 2 năm. Nhưng sau đó cô theo đuổi sự nghiệp ca hát và gặt hái nhiều thành công. Mặc dù vậy cô được cho là người ăn mặc thiếu thời trang. Cầu thủ phong lưu Ashley Cole từng tán tỉnh cô trong một buổi đấu giá.
Từ cuối năm 2011 cho tới tháng 10 năm 2012 cô hẹn hò với DJ và cũng là nhà sản xuất nhạc người Mỹ Skrillex. Từ tháng giêng 2013 Goulding lại đi lại với kịch sĩ Jeremy Irvine vài tháng và sau đó một thời gian ngắn với ca sĩ ban nhạc One-Direction Niall Horan.

## Sự nghiệp

### 2009 - 2010: Những sản phẩm đầu tay

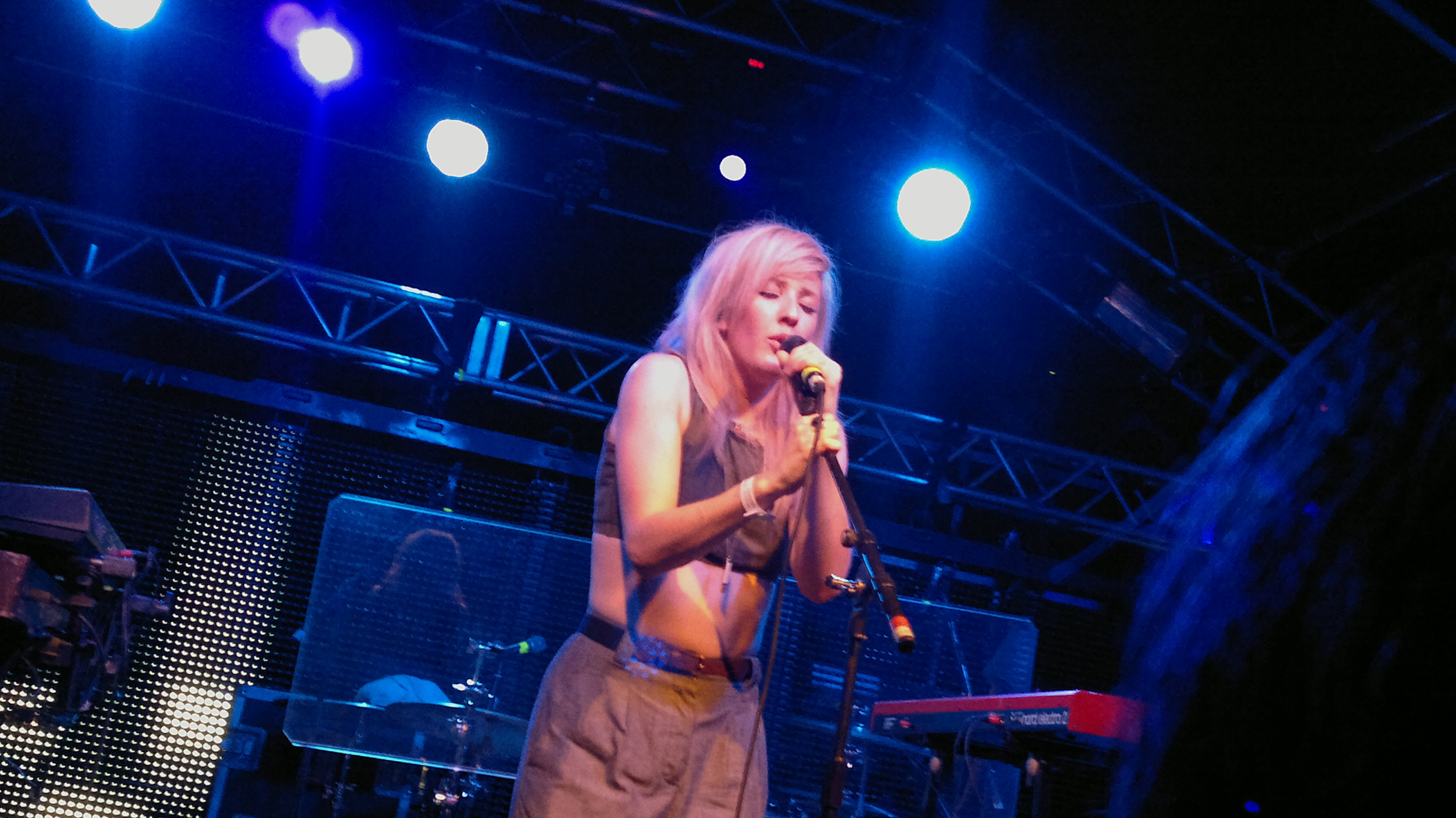
Ellie Goulding biểu diễn tại sự kiện Nokia World vào tháng 9 năm 2010

Mặc dù Ellie Goulding đã ký hợp đồng với Polydor Records vào tháng 7 năm 2009, nhưng đĩa đơn đầu tay của cô, "Under the Sheets", lại được phát hành qua một hãng đĩa tự do tên Neon Gold Records để trở thành một bước mở đầu chậm mà chắc, vào ngày 15 tháng 11 năm 2009 dưới dạng tải nhạc số tại Anh. Bài hát đạt vị trí 53 trên BXH UK Singles Chart sau một màn trình diễn khá thành công của Ellie Goulding trên Later... with Jools Holland và hỗ trợ Little Boots trong tour diễn của họ. "Wish I Stayed" đã được phát hành miễn phí trên iTunes Store Anh Quốc từ 22 - 28 tháng 12 năm 2009.
Trước khi phát hành album phòng thu đầu tay, Ellie Goulding đã thắng giải BBC Sound of 2010, giải thưởng đề cao những tên tuổi mới nổi. Cô ấy cũng đã thắng giải Critics' Choice Award tại Lễ trao giải BRIT năm 2010, trở thành người thứ hai trong lịch sử thắng 2 giải này trong cùng 1 năm.
Ellie Goulding cũng đã đồng sáng tác "Love Me 'Cause You Want To" cho album phòng thu thứ hai của Gabriella Cilmi, Ten, và 3 bài hát ("Remake Me + You", "Notice", "Jumping into Rivers") cho album đầu tay của Diana Vickers, Songs from the Tainted Cherry Tree. Bài hát "Not Following" do Ellie Goulding tự sáng tác đã được ca sĩ người Đức Lena chọn vào album đầu tay của cô My Cassette Player. Goulding cũng đã hợp tác với Tinie Tempah trong đĩa đơn "Wonderman" từ album phòng thu đầu tay của anh Disc-Overy (2010).

### 2010 - 2011:LightsvàBright Lights
Album đầu tay của Ellie Goulding, Lights được phát hành tháng 3 năm 2010, đạt vị trí quán quân trên UK Albums Chart và số 6 trên Irish Albums Chart. Các single từ album bao gồm "Starry Eyed", "Guns and Horses", và "The Writer" lần lượt đạt vị trí số 4, 26, và 19 tại Anh Quốc. Tính đến tháng 6 năm 2012, album đã án được 850,000 bản tại Anh Quốc và 1.6 triệu bản toàn cầu. Vào tháng 8 năm 2010, Ellie Goulding phát hành đĩa mở rộng (EP) thứ hai, Run into the Light, bao gồm những bản phối lại của một số bài hát trong album Lights. Album đã được hỗ trợ quảng bá bởi Nike, được chạy làm nhạc nền trong một chương trình nhằm quảng bá nét đẹp văn hóa quốc gia. Vào tháng 11 năm 2010, Lights được tái bản (tái phát hành) với tên Bright Lights, với 6 bài hát bổ sung. Ban đầu, đĩa đơn mở đường của Bright Lights được dự báo sẽ là một bản phối của bài hát chủ đề của Lights và dự định sẽ phát hành vào ngày 1 tháng 11 năm 2010. Kế hoạch đã bị gạt sang một bên, và đĩa đơn mở đường cho album là một bản cover từ Elton John mang tên "Your Song" và phát hành trong sự kiện John Lewis Christmas advert tại Anh vào năm 2010. Bài hát đạt đến vị trí cao nhất từ lúc bắt đầu sự nghiệp cho tới lúc đó, vị trí số 2 trên UK Singles Chart. Bài hát cũng lọt vào một vài các BXH của một số nước châu Âu. Vào tháng 1 năm 2011, bài hát chủ đề của album Lights được thông báo sẽ trở thành đĩa đơn thứ 2 từ Bright Lights.

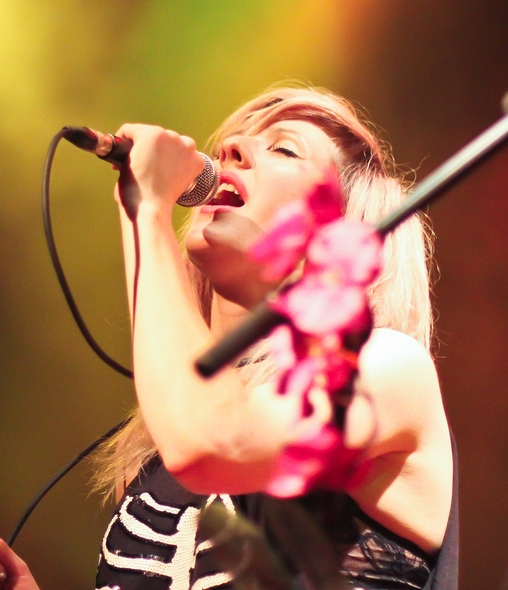
Ellie Goulding performing live at The Venue in Vancouver, April 2011

Ellie Goulding đã tiến hành tour lưu diễn The Lights Tour để quảng bá cho Lights. Cô cũng đã đi hỗ trợ cho tour của Passion Pit vào tháng 3 năm 2010 và John Mayer vào tháng 5 năm 2010. Suốt mùa hè năm 2010, cô đã biểu diễn ở rất nhiều sự kiện lớn nhỏ. Vào ngày 29 tháng 5 cô đã biểu diễn tại Dot to Dot Festival ở Bristol. Cô cũng đã biểu diễn vào ngày 25 tháng 6 tại Glastonbury Festival 2010 ở John Peel Stage. EP thứ ba của cô là một bản thu âm những màn trình diễn của cô tại iTunes Festival 2010. EP cũng được gộp vào bản iTunes tại Mỹ của Bright Lights. She made her T in the Park debut on 11 July.
Vào đầu năm 2011, cô đã hát một bản nhạc cho bộ phim Life in a Day. Ellie Goulding đứng thứ 5 trong danh sách những ca sĩ nổi bật của Rolling Stone vào tháng 2 năm 2011. Cũng vào tháng 2 năm 2011, cô ấy trở lại Lễ trao giải BRIT năm 2011 với 2 để cử cho Nghệ sĩ Nữ Xuất sắc nhất và Nghệ sĩ Nổi bật của Năm nhưng để trượt vào tay Laura Marling và Tinie Tempah.
Vào tháng 8 và 9 năm 2010, Goulding đã diễn mở màn cho U2 trong khuôn khỏ tour diễn U2 360 Tour tại Zurich (2 đêm), Munich, và Vienna. Cô ấy cũng biểu diễn trực tiếp tại lễ hội lớn Coachella Valley Music and Arts Festival vào tháng 4 năm 2011. Goulding lần đầu biểu diễn trên truyền hình Mỹ ở chương trình Jimmy Kimmel Live! vào ngày 7 tháng 4 năm 2011 với "Starry Eyed". Cô ấy cũng xuất hiện trong tập thứ 700 của chương trình Saturday Night Live, phát sóng ngày 7 tháng 5 năm 2011 và chủ trì bởi Tina Fey. Cô ấy còn biểu diễn trong Lễ cưới của Hoàng tử William và Catherine Middleton vào ngày 29 tháng 4 năm 2011, và đã biểu diễn "khoảng 14 bài hát" - theo chia sẻ của cô, trong đó bao gồm cả bản hit năm 1970 "Your Song#Phiên bản của Ellie Goulding" của Elton John. Cô ấy được giới thiệu với Prince William bởi Tinie Tempah tại sự kiện Radio 1's Big Weekend năm 2010.
Ellie Goulding đã hợp tác với DJ người Hoa Kỳ Skrillex trong 1 bài hát tên "Summit", có trong EP năm 2011 của anh mang tên Bangarang. Cô ấy đã đi tour với Skrillex trong chuyến lưu diễn của anh tới Nam Mỹ
Cô ấy đã chủ trì lễ hội Wakestock Festival ở Wales, vào ngày 8 tháng 7. Vào tháng 8, Goulding đã biểu diễn tại V Festival lần thứ hai.
Sau album Lights và phiên bản album tại Hoa Kỳ, Goulding chia sẻ cô đã đang chuẩn bị và hoàn thiện nốt album thứ hai rất được mong chờ vào tháng 9 năm 2011.
Vào ngày 6 tháng 8 năm 2011, cô đã biểu diễn tại Lollapalooza ở Chicago. Cô ấy đã biểu diễn ở Nobel Peace Prize Concert vào ngày 11 tháng 12 năm 2011 ở Oslo, Norway, nơi cô đã có một buổi thảo luận với Amy Lee của Evanescence và Janelle Monáe. Vào ngày 1 tháng 12 năm 2011, cô ấy đã biểu diễn ở Nhà Trắng trong sự kiện Thắp sáng Cây Giáng sinh Quốc gia, cùng với Big Time Rush và will.i.am.
Vào tháng 2 năm 2011, Goulding chia sẻ với tờ Daily Star rằng cô đã chuẩn bị gần xong cho sản phẩm nổi tiếp của album Lights vào năm 2011.
Vào ngày 19 tháng 9 năm 2011, cô đã được dự định là sẽ mở màn cho Katy Perry trong tour lưu diễn California Dreams Tour, thay thế Jessie J khi Jessie bị gãy chân.

### 2012 - 2014:HalcyonvàHalcyon Days

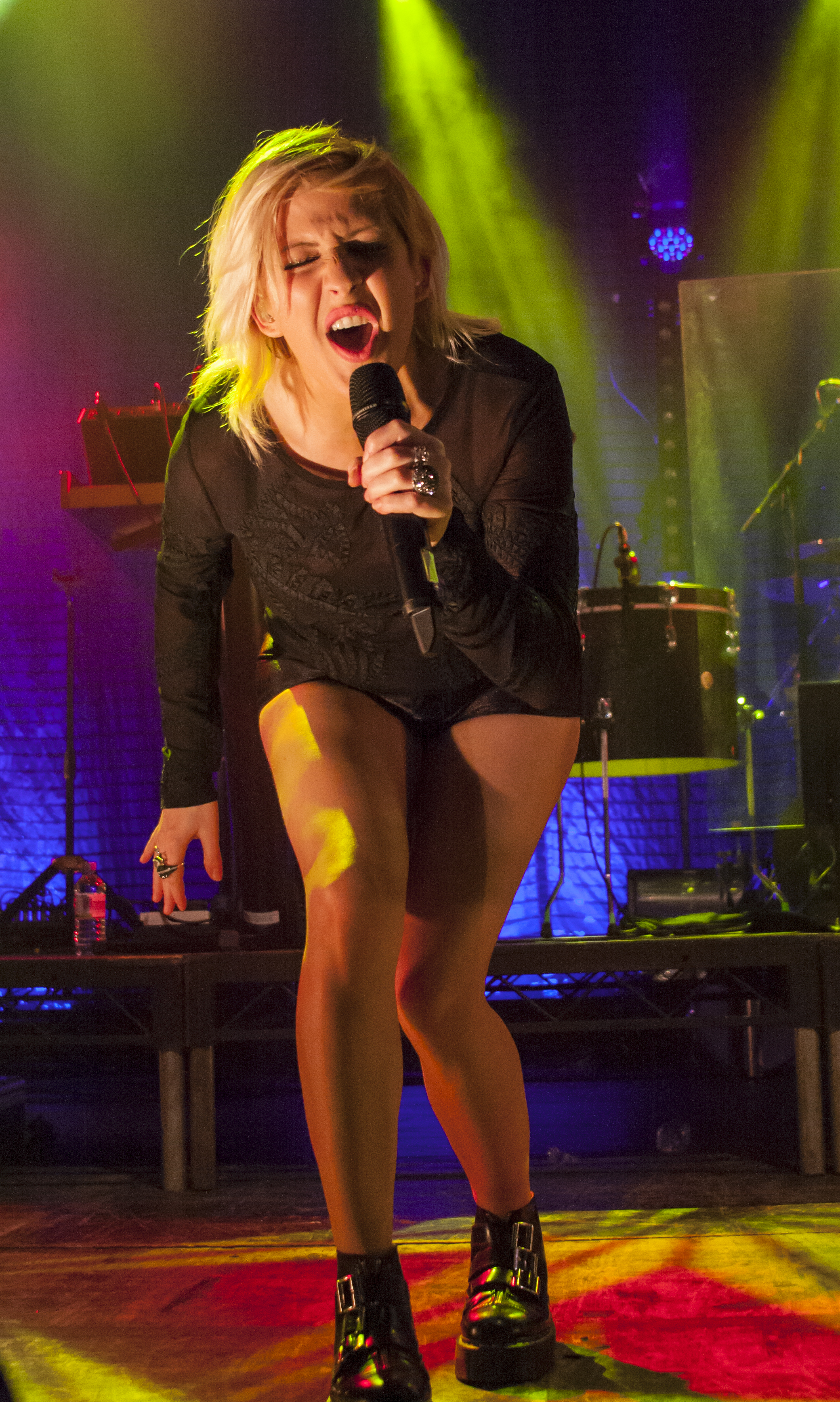
Ellie Goulding biểu diễn ở Manchester Academy vào tháng 12 năm 2012

Năm 2012, Ellie Goulding xuất hiện trong bản "Fall into the Sky" của Zedd, thuộc album đầu tay của anh Clarity và đĩa đơn của Calvin Harris mang tên "I Need Your Love" thuộc album thứ ba của anh 18 Months. Vào ngày 10 tháng 7 năm 2012, Ellie Goulding đã phát hành một bản cover từ Active Child mang tên "Hanging On", cùng với Tinie Tempah, một cách miễn phí trên trang SoundCloud của cô. Tháng 7 năm 2012, Goulding thông báo album thứ hai sẽ mang tên Halcyon và sẽ phát hành ngày 8 tháng 10 năm 2012. Albu được mở đường bằng đĩa đơn "Anything Could Happen" vào ngày 21 tháng 8. Video lời bài hát của "Anything Could Happen" được quảng bá từ ngày 9 tháng 8 năm 2012, là một chuỗi hình ảnh các fan cầm những mảnh giấy ghi lời bài hát.
Vào ngày 19 tháng 11 năm 2012, video âm nhạc cho đĩa đơn thứ hai từ Halcyon, mang tên "Figure 8" đã được phát hành. Bài hát được phát hành dưới dạng tải nhạc số tại Anh vào ngày 12 tháng 12 năm 2012. Bài hát đã xếp hạng trước khi được phát hành, và đạt đến vị trí số 33.
Ellie Goulding đã phát hành một bản nhạc mang tên "Bittersweet" (sản xuất bởi Skrillex) cho nhạc phim của bộ phim The Twilight Saga: Hừng đông - Phần 2, vào ngày 13 tháng 11 năm 2012.
Vào ngày 12 tháng 2 năm 2013, Goulding được thông báo sẽ diễn mở màn cho Bruno Mars trong khuôn khổ chuyến lưu diễn Moonshine Jungle World Tour vào tháng 5 năm 2013.
Vào ngày 20 tháng 5 năm 2013, Goulding thông báo sẽ có một tour lưu diễn tại Anh vào tháng 10. Vào ngày 28 tháng 5 năm 2013, Goulding đã cover lại bài hát "Tessellate" của Alt-J và phát hành trên trang SoundCloud của cô. Ellie Goulding cũng đã làm một video âm nhạc cho bài hát tại Paris. Cô tuyên bố sẽ "tạo ra một video cho một bài hát không thuộc về mình".
Tháng 6 năm 2013, Ellie Goulding trở lại diễn ở các sự kiện/lễ hội cô đã từng tham gia, bao gồm cả RockNess tại Inverness, Capital FM Summertime Ball và Firefly Music Festival tại The Woodlands ở Dover, Delaware. Vào ngày 2 tháng 7 năm 2013, Ellie Goulding đã quảng bá một bản nhạc mang tên "You My Everything" trong tập 1 của chương trình truyền hình Skins Fire và cũng khẳng định với tờ Elle rằng Halcyon sẽ được tái bản vào cuối năm.
Vào ngày 5 tháng 7 năm 2013, Digital Spy đã chính thức xác nhận sự phát hành của Halcyon Days, một bản bổ sung của Halcyon, được phát hành ngày 23 tháng 8 năm 2013. bản tái phát hành, với 10 bài hát mới được bổ sung, được mở đường bằng đĩa đơn "Burn", được đăng tải lên trang SoundCloud của cô. Vào ngày 7 tháng 7 năm 2013, video âm nhạc chính thức cho "Burn" đã được phát hành trên kênh Vevo của Ellie Goulding và YouTube. "Burn" trở thành đĩa đơn đầu tiên đứng đầu UK Singles Chart của Ellie Goulding.
Khi "Burn" lên ngôi đầu tại Anh Quốc, Ellie Goulding vẫn đang biểu diễn tại V Festival Chelmsfordvà không biết chuyện đó; Rita Ora đã gây bất ngờ cho Goulding với chiếc cúp Official Number 1 Awards.
Vào ngày 9 tháng 9 năm 2013, Ellie Goulding đã phát hành một video âm nhạc cho bài hát "How Long Will I Love You" cho bộ phim About Time. Ellie Goulding cũng góp giọng trong album nhạc phim của The Hunger Games: Catching Fire với bản "Mirror".
Vào ngày 15 tháng 10 năm 2013, Goulding xác nhận trong show radio của Fearne Cotton rằng "How Long Will I Love You" sẽ là một đĩa đơn từ thiện cho chiến dịch Children in Need của đài BBC. Cùng hôm đó, bản nhạc mà Active Child hợp tác với Ellie Goulding mang tên "Silhouette", cũng được phát hành. Vào ngày 28 tháng 10 năm 2013, Ellie Goulding đã đăng tải một video nữa cho "How Long Will I Love You" trên kênh Vevo của cô cho bộ phim ngắn Tom & Issy mà cô sở hữu một vai trong đó. Trong show cuối cùng của The X Factor Anh mùa thứ 10 vào ngày 14 tháng 12, Ellie Goulding đã iểu diễn với thí sinh Luke Friend.

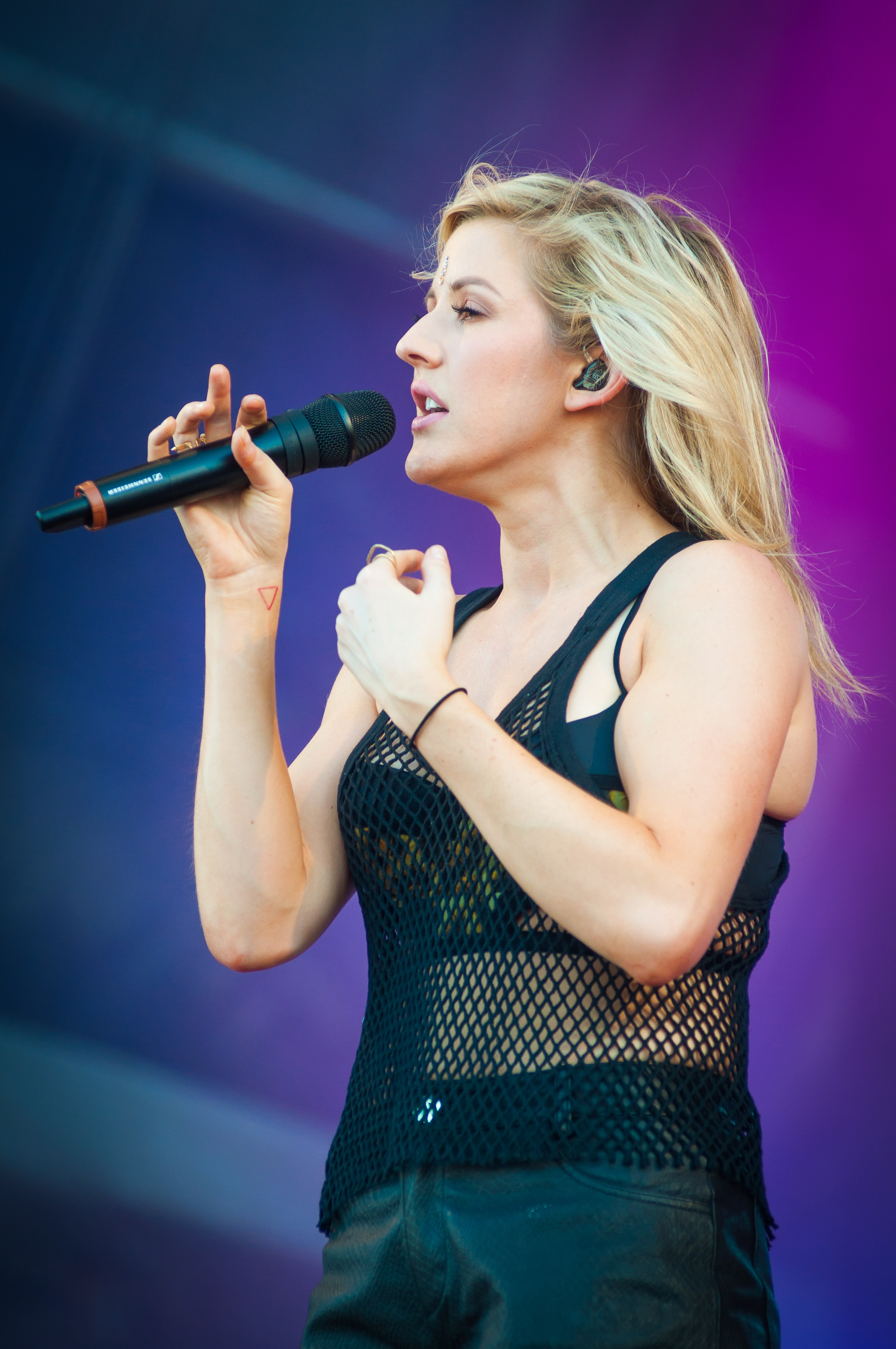
Ellie Goulding biểu diễn tại lễ hội Ilosaarirock vào tháng 7 năm 2014

Vào ngày 5 tháng 1 năm 2014, Ellie Goulding đã phát hành video âm nhạc cho "Goodness Gracious" trên kênh Vevo của cô, xác nhận bài hát là đĩa đơn cuối cùng trong album Halcyon Days. Vào ngày 22 tháng 1 năm 2014, Ellie Goulding cũng xác nhận sẽ đóng góp bài hát "Beating Heart" cho album nhạc phim của bộ phim Dị biệt, dựa trên bộ tiểu thuyết cùng tên của Veronica Roth.
Vào ngày 3 tháng 2 năm 2014, Ellie Goulding phát hành một bản cover bài "Life Round Here" cua James Blake và rapper Angel Haze trên trang SoundCloud của cô. Vào ngày 19 tháng 2, Ellie Goulding thắng giải Nghệ sĩ Nữ SoloXuaatst sắc nhất tại lễ trao giải BRIT năm 2014.
Vào ngày 20 tháng 10 năm 2014, cô thông báo trên Facebook rằng cô sẽ góp giọng trong album thứ tư của Calvin Harris, Motion, với một bài hát mang tên "Outside". Bài hát đã được phát hành dưới dạng single thứ 4 từ album trong ngày hôm đó.

### 2015 - nay:Delirium
Vào tháng 11 năm 2014, Ellie Goulding thông báo cô đang rất tập trung vào việc sản xuất album thứ 3. Vào đầu năm 2015, Ellie Goulding đã phát hành bài hát "Love Me like You Do" cho albu nhạc phim của bộ phim dựa trên bộ cuốn tiểu thuyết bán chạy Năm mươi sắc thái. Teaser cho video âm nhạc của bài hát được phát hành trên YouTube vào ngày 22 tháng 1, và video chính thức được phát hành ngày 15 tháng 2. Bài hát trở thành một hiện tượng toàn cầu, đứng quán quân 4 tuần liên tiếp trên UK Singles Chart, đứng đầu các bảng xếp hạng ở Úc, Đức và New Zealandddoongdf thời lọt top 3 tại Billboard Hot 100. Bài hát giữ kỷ lục "Bài hát có lượng stream trong 1 tuần cao nhất" với 2.58 triệu stream tại Anh và 15.5 triệu stream toàn cầu. Vào nầy 7 tháng 12 năm 2015, "Love Me like You Do" giúp Goulding có đề cử Grammy đầu tiên cho hạng mục Màn trình diễn Pop Solo Xuất sắc. Trong danh sách để cử Lễ trao giải BRIT 2016 được thông báo ngày 14 tháng 1 năm 2016, bài hát đã được đề cử cho Đĩa đơn của năm và Video Xuất sắc nhất.
Ellie Goulding đã góp giọng trong album Peace Is the Mission của Major Lazer với bài "Powerful", cùng với Tarrus Riley. Bài hát đã được phát hành cùng với album ngày 1 tháng 6 năm 2015. Một bản nghe thử của bài hát đã được ra mắt ngày 23 tháng 4 năm 2015. Goulding đã hoàn thành album thứ 3 vào ngày 27 tháng 7 năm 2015. Vào ngày 5 tháng 8 năm 2015, tại sự kiện iHeartRadio Music Summit, hãng đĩa Interscope đã tiết lộ tên đĩa đơn mới của Goulding sẽ mang tên "On My Mind". Một bản nghe thử của bài hát đã được phát hành ngày 15 tháng 9 năm 2015, và ngày chính thức phát hành là ngày 17 tháng 9. Ngày hôm sau, một video được đăng tải trên Facebook của Goulding, với hình ảnh bìa album thứ ba của cô, Delirium.

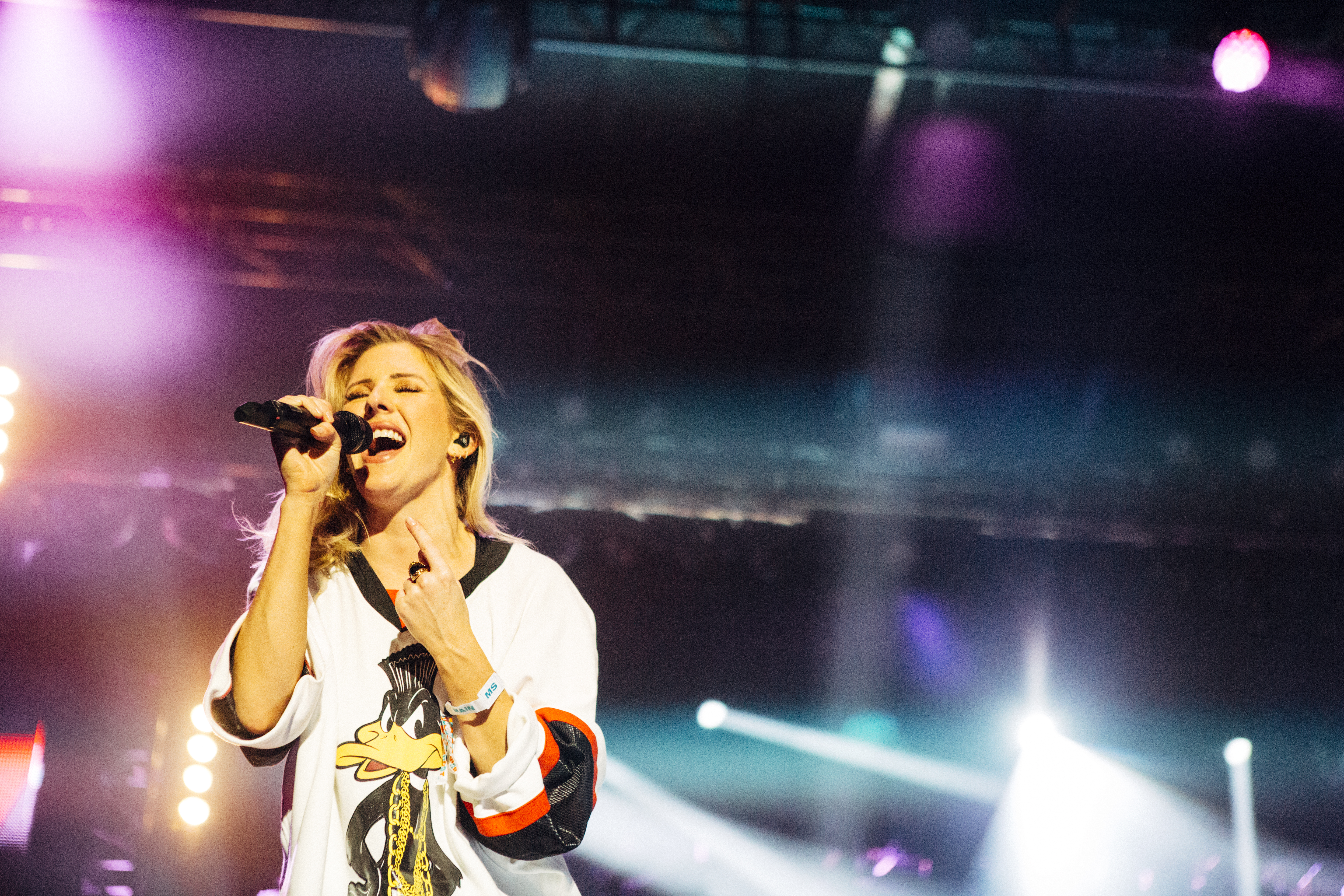
Ellie Goulding tại Bumbershoot 2015

Vào ngày 7 tháng 9 năm 2015, Ellie Goulding được thông báo sẽ biểu diễn ở sự kiện thể thao 2015 AFL Grand Final, cùng với ca sĩ người Canada Bryan Adams và nhạc sĩ người Hoa Kỳ Chris Isaak. Vào nầy 17 tháng 9, Ellie Goulding ra mắt đĩa đơn mới, "On My Mind", đĩa đơn mở đường cho Delirium, trên BBC Radio 1's Breakfast Show. Cô cũng thông báo rằng Delirium được phát hành ngày 6 tháng 11. Ellie Goulding sau đó đã trình diễn "On My Mind" tại lễ hội Apple Music Festival vào tuần tiếp theo.
Ellie Goulding đã đến Sydney để trình diễn một show one-off ở Enmore Theatre vào ngày 4 tháng 10. Cô ấy đã biểu diễn một danh sách bài hát giống những bài cô đã biểu diễn ở Apple Music Festival. Cô cũng xuất hiện tại X Factor Úc vào ngày 6 tháng 10 và cô đã trình diễn "On My Mind". Vào ngày 9 tháng 10, bài hát "Something In the Way You Move" được phát hành dưới dạng đĩa đơn quảng bá cho album. Vào ngày 15 tháng 10 năm 2015, Ellie Goulding thông báo "Army" sẽ trở thành đĩa đơn tiếp theo từ album; video âm nhạc cho bài hát cũng được phát hành sau đó 3 tháng. Đĩa đơn thứ 3 "Something in the Way You Move" đã được phát hành ngày 19 tháng 1 năm 2016 và video âm nhạc cho bài hát được phát hành ngày 23 tháng 2.
Vào tháng 3 năm 2016, Ellie Goulding thông báo cô muốn nghỉ ngơi nên sẽ không làm thêm sản phẩm âm nhạc nào trong năm, đồng thời chia sẻ thêm rằng cô không rõ sẽ phát hành album thứ 4 vào khi nào. Vào ngày 19 tháng 8 năm 2016 cô ấy đã phát hành bài hát "Still Falling For You" cho nhạc phim của bộ phim Bridget Jones's Baby và video âm nhạc cho bài hát vào ngày 25 tháng 8. Bài hát thành công ở mức trung bình trên toàn thế giới, đạt vị trí thứ 11 tại Anh Quốc. Vào ngày 16 tháng 12 năm 2016, video âm nhạc của "Burn" đã đạt một tỉ lượt xem trên YouTube, trở thành bài hát thứ hai của cô làm được điều đó sau "Love Me Like You Do".
Vào tháng 3 năm 2017, có tin tức rằng cô sẽ biểu diễn tại lễ hội Mawazine Festival lần thứ 16, tổ chực tại Rabat từ 12 tháng 5 đến 20 tháng 5 năm 2017.

## Phong cách âm nhạc và ảnh hưởng
Goulding sở hữu một chất giọng cao với quãng giọng cao nhất lên đến 3.5 quãng tám, với tông giọng như đang thở và chuyển âm một cách cảm xúc. Trong một bản đánh giá về album Halcyon, Neil McComick của tờ The Daily Telegraph đã miêu tả giọng cô là một "điều gì đó đặc biệt", đồng thời nói thêm rằng; "Quãng rung run rẩy và chất giọng khan khan nhẹ nhàng khiến chúng ta cảm thấy rất thô sơ và dân dã, những nốt ngân cao như chim hót của cô ấy truyền tải sự trong sáng, giống như của trẻ em; trong khi những tông giọng trầm hơn lại thể hiện độ sâu của nỗi buồn từ thời xa xưa. Cô ấy hát giống như một dây đàn rất căng, tiếng chim véo von trong chùm cảm xúc tuyệt vọng. Giọng hát đặc biệt này là món quà hiếm có nhất và có thể là món quà bất ngờ nhất". Sau đó ông nói thêm về những phần phối bè trong những ản nhạc của cô, "Nhà sản xuất Jim Eliot đã đặt giọng hát đặc biệt của cô ấy lên trước tiên, rồi đằng sau giọng hát đó, xuất hiện những âm thanh trong một bản hợp xướng, những đoạn điệp khúc được cắt ra và phối lại thành tiếng chim hót và tiếng hát Thánh ca, cộng hưởng với tiếng nói thì thầm run run và tiếng huýt sáo". Trong ột cuộc phỏng vấn với Carson Daly, Goulding đã tự mô tả giọng hát của mình;
Tôi nghĩ có vài lúc giọng của tôi nghe giống như kiểu đang mất kiểm soát... Tôi đã thực sự phải kiềm chế giọng hát của mình vì nó hay lên xuống rất khó nghe. Giống như việc có những thứ đến và tôi không hề mong đợi chúng sẽ đến. Nhưng, thực ra [...] Rất là buồn cười khi tôi hay bắt chước các nghệ sĩ opera, nhưng tôi chẳng rút ra được bài học về ca hát nào. À khoan, điều đó đã giúp tôi kiểm soát hơi thở của mình khi hát, nhưng thực sự để nói về một bài học đắt giá trong chuyện giọng hát thì không có.

Will Hermes của tờ Rolling Stone đã so sánh giọng của mình với Dolly Parton, chia sẻ rằng giọng của Parton rất cao và sáng, đồng thời ca ngợi những kĩ thuật điêu luyện của Parton trong việc lồng đa lớp giọng vào phía sau giọng hát của mình. Megan Farokhmanesh của tạp chí Paste đã nói rằng: "Goulding có một giọng hát rất đáng yêu, nhưng cô thường xuyên khiến người nghe có cảm giác đau màng nhĩ với chất giọng cao và sáng" những cũng rất đề cao Ellie Goulding khi cho rằng cô là một "tài năng lớn với giọng hát tuyệt vời".
Ellie Goulding đã chia sẻ rằng Joni Mitchell và Björk là hai nghệ sĩ ảnh hưởng đến phong cách âm nhạc của cô, cũng như những đồng nghiệp đương thời như Amy Winehouse, Katy Perry, Lady Gaga, Beyoncé, Burial, Taylor Swift, Bon Iver, và Rihanna. Cô cũng bày tỏ lòng ngưỡng mộ với những rapper như Kanye West, Drake và Nicki Minaj. Phong cách âm nhạc của Ellie Goulding cũng được học hỏi từ Kate Nash, Lykke Li và Tracey Thorn.

## Đời sống riêng tư
Ellie Goulding là một người chạy bộ giỏi, cô có thể chạy 6 dặm mỗi ngày và vào năm 2010 cô đã dự định chạy marathon. Để hỗ trợ cho EP thứ hai, Run into the Light, cô ấy đã mời một vài fan trên Facebook đến từ 7 nơi khác nhau trong tour của cô đến để chạy bộ cùng cô, và cô nói sẽ làm vậy với các fan từ châu Âu và cả Mỹ. Ellie Goulding đã chạy trong sự kiện Nike Women Half Marathon ở Washington DC vào ngày 28 tháng 4 năm 2013, với thời gian 1:41:35. Cô cũng thực hiện một chế độ ăn chay.
Ellie Goulding là bạn thân với ca sĩ folk người Hoa Kỳ Lissie. Hai người đã từng lưu diễn với nhau tại Anh Quốc năm 2010. Cô ấy cũng là một người bạn tốt của nữ ca sĩ người New Zealand Lorde và hai ca sĩ pop người Hoa Kỳ Katy Perry và Taylor Swift; Ellie đã tham gia vào video âm nhạc của bài hát "Bad Blood," phát hành tháng 5 năm 2015.

### Quan điểm chính trị
Ellie Goulding ủng hộ Công đảng Anh. Cô ấy đã hỗ trợ chiến dịch Vote Remain (ở lại EU) trong cuộc trưng cầu dân ý về tư cách thành viên EU của Anh Quốc. Sau khi biết kết quả của Brexit, cô chia sẻ trên Twitter:
Tôi thật sự tin rằng đây là một trong những sự kiện kinh khủng nhất cuộc đời tôi. Tôi cảm thấy một nỗi sợ chưa từng cảm thấy vào sáng hôm nay.

## Hoạt động khác
Ellie Goulding đã quảng bá cho chuỗi cửa hàng bách hóa John Lewis vào năm 2010 trong một sự kiện.John Lewis Christmas advert là một sự kiện văn hóa để quảng bá hình ảnh nét đẹp văn hóa Anh Quốc và đếm ngược đến Giáng sinh, và Goulding đã trình diễn "Your Song" cho chiến dịch năm 2010 của chuỗi cửa hàng.
Vào năm 2013, Ellie Goulding đã thông báo sẽ làm người mẫu cho chiến dịch 'Womanism' của Marks & Spencer. Với tên gọi "Britain's leading ladies", chiến dịch gồm cảnh Ellie Goulding đi cùng rất nhiều phụ nữ Anh ở nhiều nơi khác nhau trong đất nước, cùng với diễn viên Helen Mirren, vận động viên quyền anh với 2 huy chương vàng Olympic Nicola Adams, và nhà văn Monica Ali.

## Hoạt động từ thiện
Năm 2010, Ellie Goulding đã tham gia chạy cho chiến dịch Bupa Great North Run của British Heart Foundation. Năm 2011, Goulding đã chạy cho sự kiện She Runs LA để gây quỹ cho quỹ Students Run LA, để tăng khả năng vận động cho những trẻ em khuyết tật của trường Los Angeles Unified School District.
Năm 2012, đã hợp tác với Pandora Radio, tạo ra một mixtape để bán lấy tiền quyên góp cho quỹ từ thiện Free the Children. Vào ngày 1 tháng 6 năm 2013, Goulding đã biểu diễn cho sự kiện "Chime for Change" của Gucci nhằm gây quỹ cho những người phụ nữ nghèo, yếu ớt và lấy lại sự công bằng cho phụ nữ.
Ellie Goulding đã tham gia chiến dịch Children in Need của BBC tại Anh Quốc. Năm 2013, bài hát của Goulding "How Long Will I Love You" đã trở thành bài hát chính thức cho chiến dịch.
Vào ngày 15 tháng 1 năm 2014, Ellie Goulding đã tham gia nhóm Band Aid 30 với những nghệ sĩ Anh Quốc và Ireland, để thu âm bản thu mới nhất cho "Do They Know It's Christmas?" tại Sarm West Studios ở Notting Hill, London, và lấy số tiền thu được quyên góp cho Dịch bệnh Ebola tại châu Phi năm 2014 tại Tây Phi.

## Danh sách đĩa nhạc
- Lights (2010)
- Halcyon (2012)
- Delirium (2015)

## Các chuyến lưu diễn
| Headlining - The Lights Tour (2010) - The Halcyon Days Tour (2012 - 2014) - Delirium World Tour (2016) | Hỗ trợ - Katy Perry - California Dreams Tour (2011) - Bruno Mars - Moonshine Jungle Tour (2013) - Taylor Swift - The 1989 World Tour (2015) |

## Phim ảnh
| Năm  | Tên                                    | Vai      | Chú thích     |
| ---- | -------------------------------------- | -------- | ------------- |
| 2014 | Ellie Goulding: Healthy Eating on Tour | Chính cô | Phim tài liệu |
| 2014 | Lennon or McCartney                    | Chính cô | Phim tài liệu |

| Năm  | Tên                   | Vai      | Chú thích          |
| ---- | --------------------- | -------- | ------------------ |
| 2013 | Who Is...?            | Chính cô | Nghệ sĩ trình diễn |
| 2013 | The Sound Change Live | Chính cô | Khách mời          |